# 绳菊石科
绳菊石科（学名：Amaltheidae）为菊石目的一个科。

## 下级分类
本科包括以下属：
- 绳菊石属 Amaltheus Montfort, 1808
- Amauroceras Buckman, 1913
- Pleuroceras Hyatt, 1867